# Єгипетська кухня

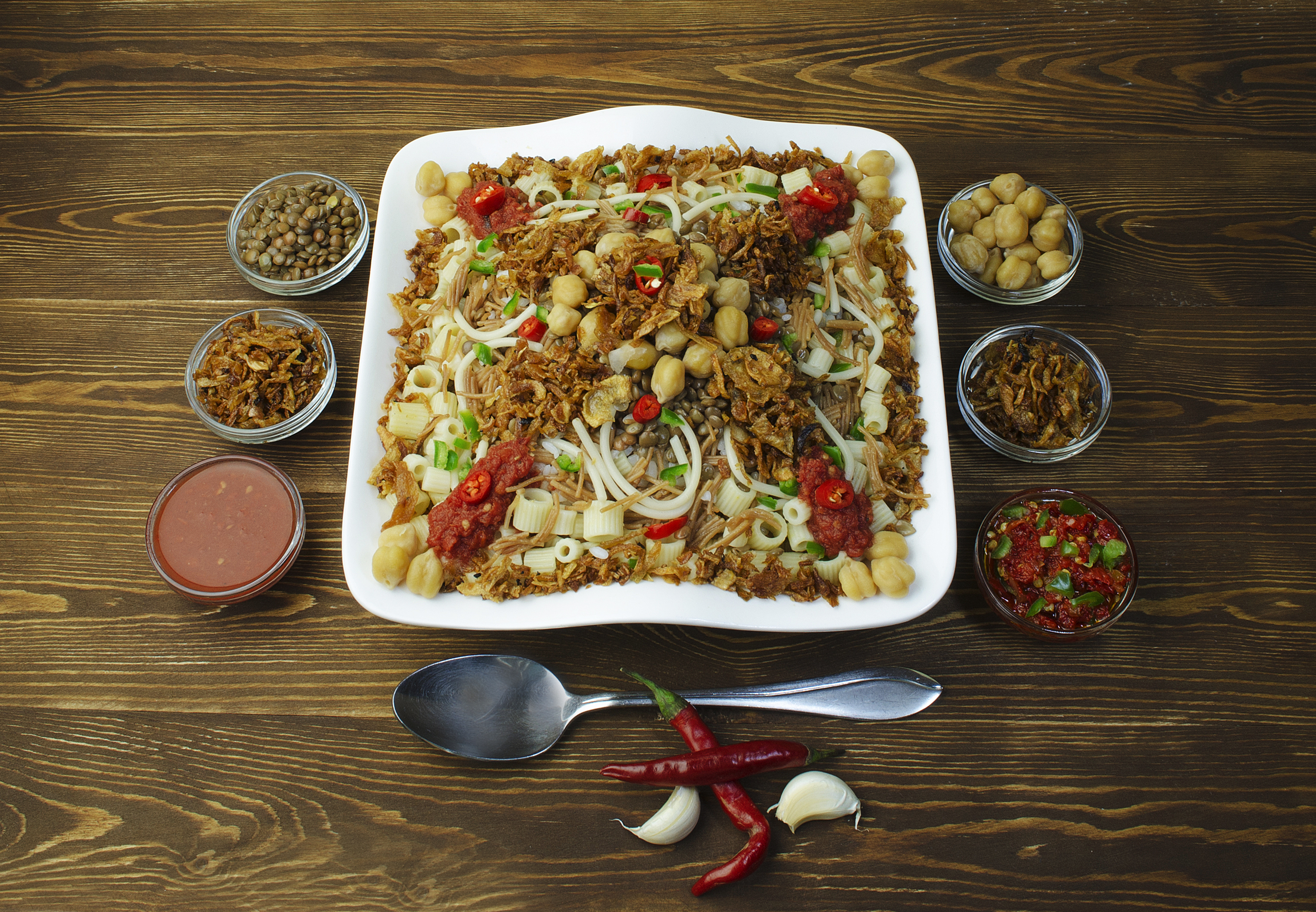
Кушарі

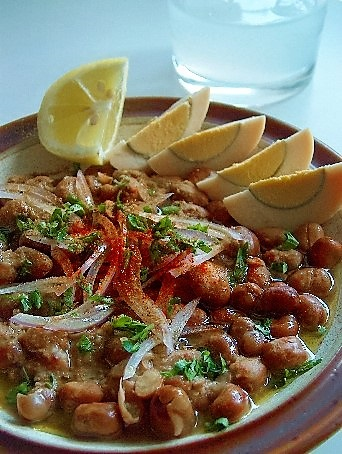
Фул медамес

Єгипетська кухня (араб. — مطبخ مصري) складається з рису, бобів, овочів і фруктів, вирощених у долині Нілу. Кухня в Єгипті досить регіонально диференційована — на півдні страви гостріші, відчувається вплив Судану та Нубії, тоді як у північних прибережних регіонах та в дельті Нілу охоче їдять рибу та морепродукти, які зазвичай подаються з рисом та салатами. Прикладами єгипетських страв є овочі, фаршировані рисом і виноградним листям, хумус, фалафель, шаурма, кебаб і кюфта, фул медамес, пюре з фави, кушарі, сочевиця, макарони та молохія. Місцевий різновид лаваша, відомий як аіш баладі (єгипетською арабською — عيش بلدي), є основним продуктом єгипетської кухні, а виробництво сиру в Єгипті сягає Першої єгипетської династії, коли Доміаті був найпопулярнішим видом сиру, який споживають дотепер.
Чай — національний напій Єгипту, а пиво — найпопулярніший алкогольний напій. Незважаючи на те, що Іслам є вірою більшости в Єгипті, і мусульмани, як правило, уникають алкоголю, алкогольні напої все ще легко доступні в країні.
Популярні десерти в Єгипті включають баклаву, басбусу та кунафу.

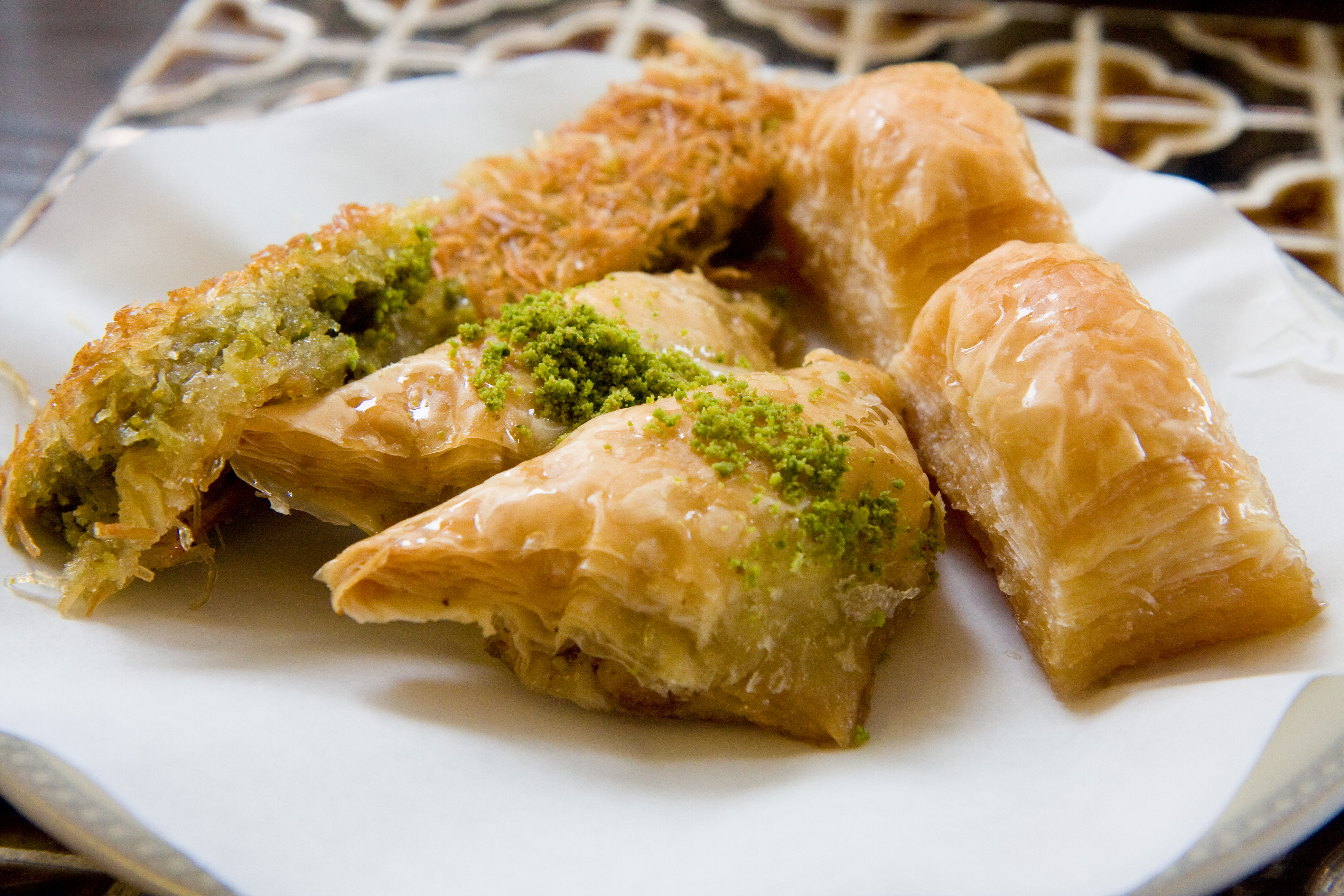
Баклава